# 14-bis

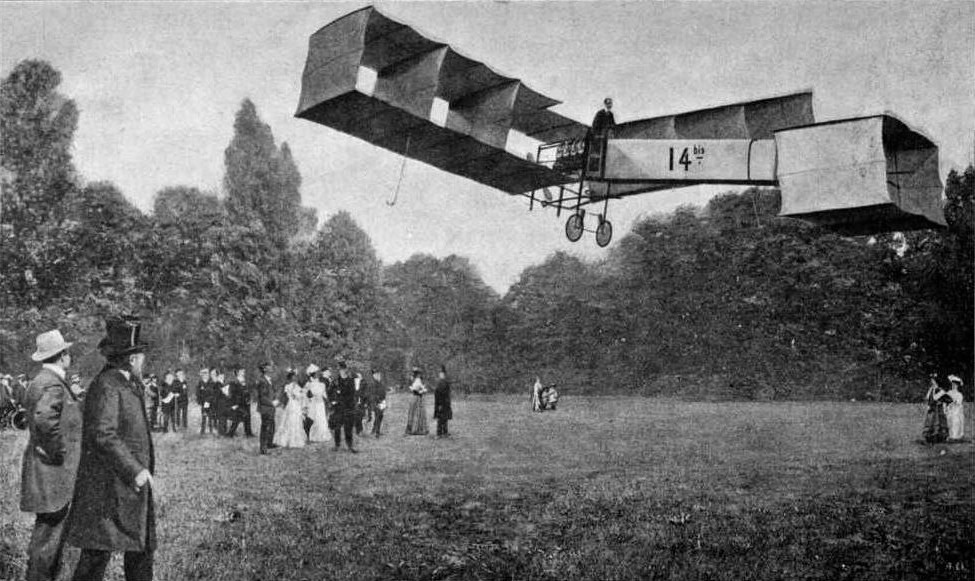
El 14-Bis. S'ha de tenir en compte que el sentit de vol és cap a la dreta de la imatge.

El 14-Bis, també conegut com a Oiseau de proie III ("ocell rapinyaire" en francès), va ser un avió creat pel brasiler Alberto Santos Dumont, que va volar per primera vegada el 23 d'octubre de 1906, a Bagatelle, França.

## Història
El 14-Bis va enlairar-se usant els seus propis mitjans i sense l'auxili de dispositius de llançament, va recórrer 60 metres en 7 segons, davant de més de 1.000 espectadors. En aquesta gesta, va estar present, la Comissió Oficial de l'Aeroclub de França, entitat reconeguda internacionalment i autoritzada per ratificar qualsevol esdeveniment important, tant en el camp dels globus aerostàtics com en el dels més pesats que l'aire.
El 12 de novembre del mateix any, novament enlairant-se pels seus propis mitjans, va recórrer 220 metres en 21,5 segons, establint el rècord de velocitat de l'època (36,84 km/h).

## Especificacions

### Característiques generals
- Tripulació: 1
- Longitud: 9,7 m (31,8 ft)
- Envergadura: 11,2 m (36,7 ft)
- Altura: 3,4 m (11,2 ft)
- Superfície alar: 52 m² (559,7 ft²)
- Pes carregat: 330 kg (727,3 lb)
- Planta motriu: 1× motor en v Antoinette 8V.
  - Potència: 37 kW (51 HP; 50 CV)

### Rendiment
- Velocitat màxima operativa (Vno): 30 km/h (19 MPH; 16 kt)
- Abast: sobre 220 m
- Càrrega alar: 5.7 kg/m²
- Potència/pes: 0,12 kw/kg

## Homenatge
Durant la cerimònia d'obertura dels Jocs Olímpics de Rio de Janeiro 2016, en una escena es va volar una rèplica del 14-bis per a homenatjar tant l'avió com a Alberto Santos Dumont. Aquest homenatge va generar l'obertura d'un debat històric entre el Brasil i els Estats Units sobre qui va ser el veritable pioner de l'aeronàutica que es va veure reflectit en els mitjans de comunicació i en les xarxes socials (sobretot a Twitter).